# Hrabstwo DeSoto (Floryda)

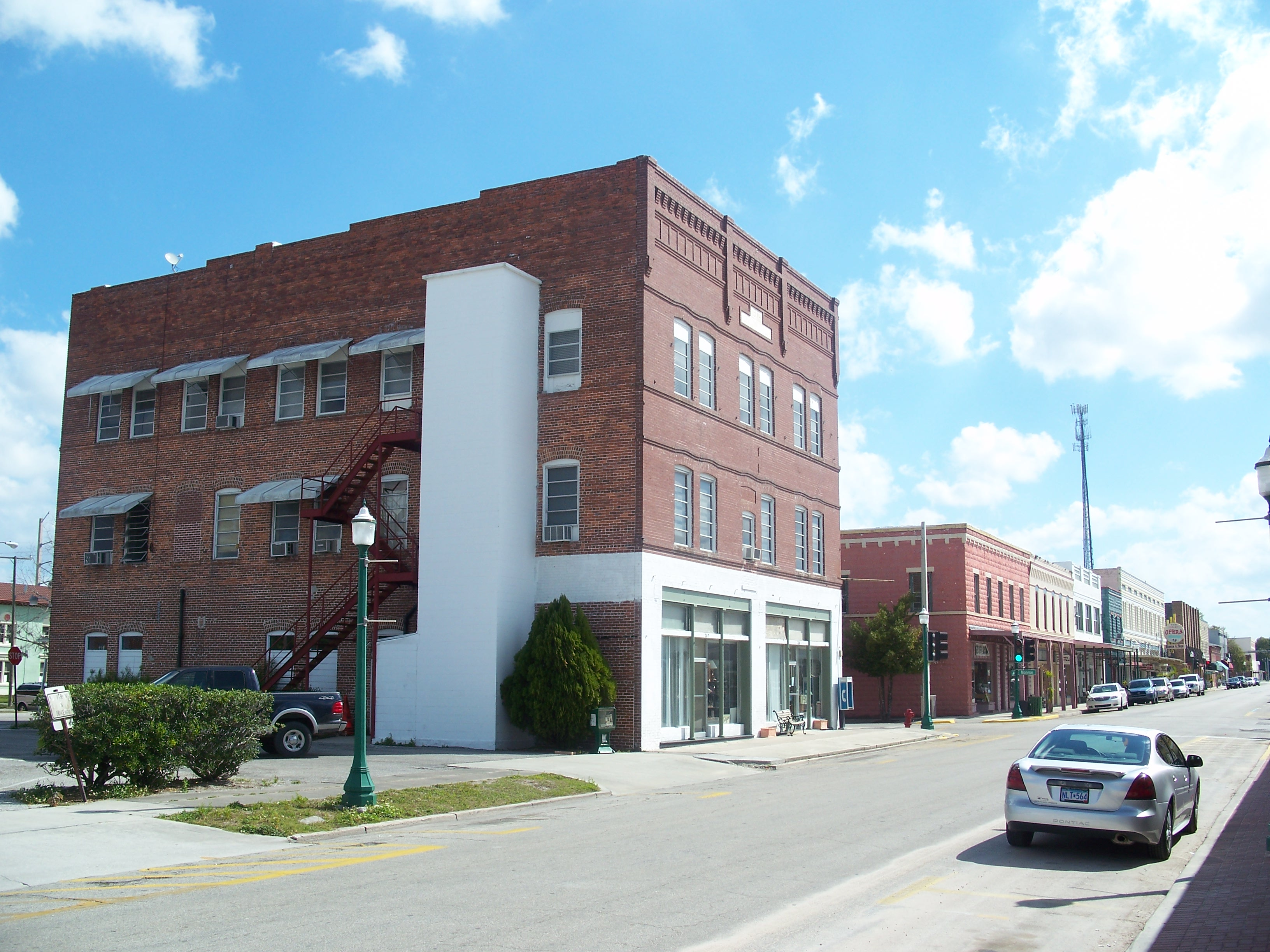
Historyczna dzielnica Arcadii

Hrabstwo DeSoto (ang. DeSoto County) – hrabstwo w stanie Floryda, w Stanach Zjednoczonych. Jego siedzibą administracyjną jest Arcadia.
Obszar całkowity hrabstwa obejmuje powierzchnię 639,5 mil² (1656,3 km²). 
Hrabstwo powstało w 1887 roku. Na jego terenie znajduje się obszary niemunicypalne: Fort Ogden, Lake Suzy, Nocatee, Sidell.
| Populacja hrabstwa w poprzednich latach | Populacja hrabstwa w poprzednich latach |
| Rok                                     | Liczba ludności                         |
| --------------------------------------- | --------------------------------------- |
| 1980                                    | 19 040                                  |
| 1990                                    | 23 865                                  |
| 2000                                    | 32 209                                  |
| 2010                                    | 34 862                                  |
| 2020                                    | 33 976                                  |

## Miejscowości
- Arcadia

## CDP
- Southeast Arcadia

## Sąsiednie hrabstwa
- Hrabstwo Hardee – północ
- Hrabstwo Highlands – wschód
- Hrabstwo Glades – południowy wschód
- Hrabstwo Charlotte – południe
- Hrabstwo Sarasota – zachód
- Hrabstwo Manatee – północny zachód

## Demografia
Według spisu z 2020 roku liczy 34 tys. mieszkańców, co oznacza spadek o 2,5% w porównaniu z poprzednim spisem z roku 2010. Według danych pięcioletnich z 2022 roku 54,4% stanowiły białe społeczności nielatynoskie, 32,1% to Latynosi, 12,2% czarnoskórzy lub Afroamerykanie, 1,6% miało rasę mieszaną, 1,1% to rdzenna ludność Ameryki, 0,7% Azjaci i 0,2% pochodziło z wysp Pacyfiku.

## Polityka
Hrabstwo przeważająco republikańskie, gdzie w wyborach prezydenckich w 2020 roku, 65,7% głosów otrzymał Donald Trump i 33,6% przypadło dla Joe Bidena. 

## Religia
W 2020 roku, 5,6% mieszkańców deklarowało członkostwo w Kościele katolickim. 